# Gymnotus carapo
Gymnotus carapo es una especie de pez gimnotiforme de agua dulce denominado comúnmente morena, sarapó, flecuda, etc. Se distribuye en ambientes acuáticos tropicales y subtropicales del norte y centro de Sudamérica.

## Subespecies
Esta especie se subdivide en 7 subespecies.
- Gymnotus carapo australis
- Gymnotus carapo caatingaensis
- Gymnotus carapo carapo
- Gymnotus carapo madeirensis
- Gymnotus carapo occidentalis
- Gymnotus carapo orientalis
- Gymnotus carapo septentrionalis

## Dimensiones
Puede crecer hasta 60 cm.

## Identificación
Gymnótipo de cuerpo cilíndrico en la parte anterior y comprimido hacia atrás. Cabeza deprimida, mandíbula muy saliente. Hocico romo. Ojo muy pequeño. La aleta anal comienza poco más allá del extremo de las  aletas pectorales y se extiende hasta casi el extremo del cuerpo. El pedúnculo caudal es muy reducido. Cuerpo alargado, este pez se va afinando hacia la cola, de la cual carece, no posee aletas dorsales y tiene una aleta ventral que recorre casi toda la longitud del pez, es de destacar que este pez es de los peces considerados eléctricos, pues tiene una serie de órganos que generan una corriente eléctrica de muy baja intensidad, que el pez solo utiliza como medio de visión en aguas oscuras y durante la noche, esta corriente eléctrica no molesta, ni puede causar daño en el hombre.
La especie es pacífica con peces que no se pueda comer, posee el pico de actividad de noche, donde se orienta por campos eléctricos producidos por órganos especiales.; sin embargo, no produce descargas eléctricas tan poderosas como su cercano pariente; la anguila eléctrica.

## Coloración
Pardo, con una estría blanca sobre la línea media dorsal, desde el hocico hacia atrás; dos bandas trasversas del mismo color rodean al pez. Aleta anal y pectoral color pardo oscuro. color marrón. Cuando se esconde entre las plantas, podemos confundirlo con una raíz por su forma, color y por cómo se ubica

## Distribución geográfica
Río Paraguay, cuenca del Pilcomayo en Formosa; Río Paraná medio e inferior, Río Uruguay, Río de la Plata. Además se encuentra en Guatemala, Amazonia, la Isla Trinidad, cuenca del San Francisco (sur del Brasil).